# ワンルーム・ディスコ
「ワンルーム・ディスコ」は、日本のテクノポップユニット・Perfumeの9枚目のシングル。2009年3月25日に徳間ジャパンコミュニケーションズから発売された。規格品番は初回限定盤がTKCA-73430、通常盤がTKCA-73435。

## 解説
表題曲「ワンルーム・ディスコ」は、新生活に合わせた春を題材にした曲。踊れるのに泣ける曲と本人たちが語っている。
カップリングの「23：30」（にじゅーさんじはん）は、ジャズアレンジのスローナンバー。
2023年現在、ライブでセットリストにも入ることなく、オリジナルアルバム、2019年9月18日に発売されたベストアルバム『Perfume The Best “P Cubed”』にも収録されていなく、このシングルでしか聞くことのできない曲となっている。
PVは、赤・白・青の3つのワンルームで3人がダンスをする内容となっている。その中で、あ〜ちゃんがウィンクを披露している。また、初回限定盤DVDに収録されているPVには、最後に数秒間限定映像が含まれる。
なお初回限定盤の帯裏の応募券をハガキに貼り、ハガキに必要事項を記入して応募すれば、抽選で100名に「Perfumeオリジナルグッズ」
、3名に「ワンルーム・ディスコ」特製CD用スリーブケース1名にメンバー直筆サイン入り「PerfumeレアTシャツセット」が当たる激レア企画が実施された。
表題曲「ワンルーム・ディスコ」は自身2回目の出場となる「第60回NHK紅白歌合戦」で披露された。
その後、2021年には「コレナンデ商会」でも歌われた。

## 収録曲

### CD
| 全作詞・作曲: 中田ヤスタカ（編曲含む）。 |                                                 |                           |                           |      |
| #                                        | タイトル                                        | 作詞                      | 作曲・編曲                | 時間 |
| 1.                                       | 「ワンルーム・ディスコ」                        | 中田ヤスタカ （編曲含む） | 中田ヤスタカ （編曲含む） | 5:06 |
| 2.                                       | 「23:30」                                       | 中田ヤスタカ （編曲含む） | 中田ヤスタカ （編曲含む） | 5:17 |
| 3.                                       | 「ワンルーム・ディスコ-Original Instrumental-」 | 中田ヤスタカ （編曲含む） | 中田ヤスタカ （編曲含む） | 5:06 |
| 4.                                       | 「23:30-Original Instrumental-」                | 中田ヤスタカ （編曲含む） | 中田ヤスタカ （編曲含む） | 5:18 |
| 合計時間:                                | 合計時間:                                       | 20:47                     |                           |      |

### DVD（初回限定盤のみ）
1. ワンルーム・ディスコ video clip